# Franz Ableithner
Franz Ableithner (Monaco di Baviera, ... – 1728) è stato uno scultore tedesco.

## Biografia
Figlio e allievo dello scultore Balthasar Ableithner e fratello di Johann Blasius Ableithner (1650-1717), che gestì la bottega di famiglia alla morte del padre, è ricordato per aver realizzato a Monaco una Vergine in trono, collocata sopra il portale maggiore della Bürgersaalkirche, e l'altare della cappella di santa Teresa nella Chiesa della Santa Trinità.